# Alex Davison

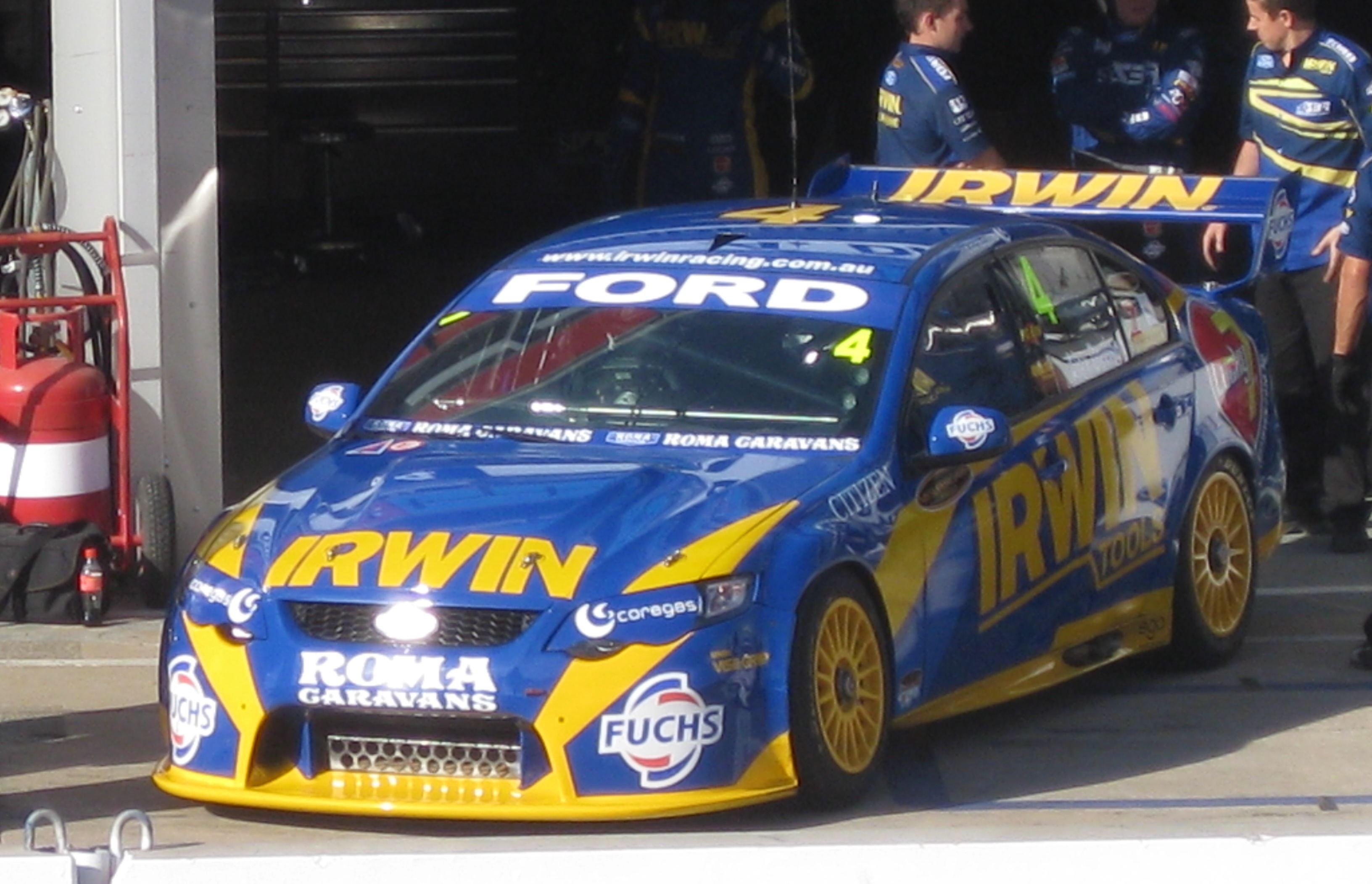
La Ford FG Falcon d'Alex Davison.

Alex Davison, né le 3 novembre 1979 à Melbourne, en Australie, est un pilote automobile australien. Il fait partie d'une famille renommée en sport automobile : en effet, il est le fils du champion de Formule 2 Richard Davison, le petit-fils du quadruple vainqueur du Grand Prix d'Australie Lex Davison et le frère de Will Davison. Son oncle Jon Davison et ses cousins James et Charlie Davison sont également liés à ce sport. 
Après ses débuts en karts dès le plus jeune âge, il a progressé en Formule Ford, terminant tout près du titre dans le championnat australien en 1999, avant de s'aventurer vers l'Europe en 2000 pour la Porsche Carrera Cup. Après quatre ans en Europe, il est retourné en Australie et a couru en Carrera Cup australienne et en V8 Supercars Australia. En 2008, il est reparti vers l'Europe courir en Le Mans Series. Il termine d'ailleurs 5e de la catégorie GT2 au 24 heures du Mans 2008, avec la Team Felbermayr-Proton.

## Carrière
- 1995 : Championnat victorienne de Kart junior (Champion)
- 1998-1999 : Championnat australien de Formule Ford (7e en 1998-3e en 1999)
- 2000-2004 : Carrera Cup allemande (11e en 2000 - 6e en 2001 - 8e en 2002 - 4e en 2003)
- 2002 : Porsche Supercup (6e)
- 2004 : Carrera Cup australienne (Champion en 2004)
- 2004 : V8 Supercar Series (36e)
- 2005 : V8 Supercars Australia (33e)
- 2006-2007 : Carrera Cup australienne (3e en 2006 - Vice-champion en 2007)
- 2008 : Le Mans Series et American Le Mans Series, Vainqueur de la Porsche Cup

## Résultats aux 24 heures du Mans
| Année | Voiture                   | Équipe                 | Équipiers                            | Résultat |
| ----- | ------------------------- | ---------------------- | ------------------------------------ | -------- |
| 2008  | Porsche 911 GT3 RSR (997) | Team Felbermayr-Proton | Horst Felbermayr, Sr. / Wolf Henzler | 27e      |
| 2018  | Porsche 911 RSR           | Gulf Racing            | Mike Wainwright / Ben Barker         | 40e      |